# Aeroporto di Unalaska
L'aeroporto di Unalaska (IATA: DUT, ICAO: PADU, FAA LID: DUT) è un aeroporto statale ad uso pubblico della città di Unalaska, sull'isola di Amaknak nelle Isole Aleutine, al largo della costa dello Stato americano dell'Alaska. Si trova vicino alla costa del Mare di Bering dell'Isola di Unalaska, a 1.300 km a sud-ovest di Anchorage e a 3.140 km da Seattle.
Il nome ufficiale del porto della città di Unalaska è Dutch Harbor. Questo nome si applica anche alla porzione di Unalaska sull'isola di Amaknak, che si trova al di là di un ponte dal resto della città sull'isola di Unalaska. Pertanto, l'aeroporto è talvolta indicato come aeroporto di Dutch Harbor. Nel 2002, lo Stato dell'Alaska ha rinominato l'aeroporto Tom Madsen in onore di Charles Thomas Madsen Sr., un pilota rimasto ucciso in un incidente aereo nello stesso anno. Tuttavia, la Federal Aviation Administration si riferisce ancora all'aeroporto di Unalaska.
Il servizio aereo commerciale di linea è stato fornito da PenAir, un partner in code sharing di Alaska Airlines fino all'ottobre 2019, e prima di allora Alaska Airlines operava con jet di linea Boeing 737-200 Combi che trasportavano una combinazione di passeggeri e merci sul ponte principale. Tuttavia, a causa delle limitazioni di carico dovute alla brevità della pista e alle cancellazioni dovute alle condizioni meteorologiche, nel 2004 Alaska Airlines ha appaltato il servizio a PenAir tramite un accordo di code sharing. PenAir operava dall'aeroporto con i Saab 340 e poi i Saab 2000; è fallita nel 2019 e i suoi beni, compresi gli aeromobili, sono stati acquisiti da Ravn Alaska; uno dei Saab 2000 precedentemente operati da PenAir è stato coinvolto in un incidente mortale il 17 ottobre 2019, che ha portato alla fine del servizio di code sharing di PenAir con Alaska Airlines. Ravn Alaska serve l'aeroporto utilizzando i de Havilland Canada DHC-8 Dash 8, ma senza il coinvolgimento di Alaska Airlines. Anche AirPac ha servito in precedenza l'aeroporto con jet BAe 146-100 di British Aerospace, un tipo di aeromobile con prestazioni migliori per il decollo e l'atterraggio su piste corte, e nel 1986 operava un servizio diretto per Seattle, con scali ad Anchorage e Sitka. La pista dell'aeroporto è lunga 4 500 piedi (1 400 m), piuttosto corta per le operazioni di aerei a reazione se confrontata con le piste tipiche normalmente utilizzate. Tra le altre compagnie aeree che hanno servito l'aeroporto in passato vi erano MarkAir che operava con Boeing 737-200 Combi e Reeve Aleutian Airways che volava con turbopropulsori Lockheed L-188 Electra grazie a un accordo di code sharing con Alaska Airlines. Nel 1975, Reeve Aleutian operava autonomamente con i NAMC YS-11 con servizio da e per Anchorage tre giorni a settimana.
Secondo i dati della Federal Aviation Administration, l'aeroporto ha registrato 28.234 imbarchi di passeggeri nell'anno solare 2008, 26.705 nel 2009 e 26.711 nel 2010. È incluso nel Piano nazionale dei sistemi aeroportuali integrati per il periodo 2011-2015, che lo ha classificato come aeroporto di servizio commerciale primario (più di 10.000 imbarchi all'anno).

## Strutture
L'aeroporto di Unalaska dispone di una pista con una superficie asfaltata di 4 500 piedi (1 400 m) x 100 piedi (30 m). È presente un sistema di atterraggio a microonde (MLS). La pista dell'aeroporto è delimitata da un lato da una ripida discesa verso l'oceano e dall'altro dal fianco di una collina. Entrambe le estremità finiscono in mare aperto.

## Statistiche
Questo grafico non è disponibile a causa di un problema tecnico.
Si prega di non rimuoverlo.
Vedi la query Wikidata di origine.

## Incidenti
- 17 ottobre 2019: il volo PenAir 3296 è uscito di pista dopo la fase di atterraggio all'aeroporto di Unalaska. Un passeggero ha riportato lesioni fatali a causa della penetrazione della pala dell'elica all'interno della fusoliera. Degli altri occupanti, due sono rimasti gravemente feriti e dieci hanno riportato lievi traumi. L'aeromobile, un Saab 2000 di 24 anni, è rimasto danneggiato in modo irreparabile.[4]